# Giovanni Lapi (abate)
Giovanni Lapi (Borgo San Lorenzo, 1720 – Borgo San Lorenzo, 13 novembre 1788) è stato un abate e botanico italiano.
Istituì la cattedra di botanica nello Studio Fiorentino, dove insegnò per trentasei anni e fu lettore di Botanica nella Scuola di Medicina e Farmacia.
Professò la sua scienza nel Giardino dei Semplici, dell'Ospedale di Santa Maria Nuova, dotata di una spezieria, e costantemente fornì questo giardino di nuove piante officinali.
Giovanni Lapi lasciò molti scritti, fra i quali gli opuscoli: Metodo per distruggere i succiameli; Discorso sull'estremismo del loglio; Riflessioni sopra le raccolte dei grani rugginosi.
Nel 1776 dettò agli studenti le Lezioni di Botanica nello Spedale di Santa Maria Nuova.